# Alen Peternac
Alen Peternac (Zagabria, 16 gennaio 1972) è un ex calciatore croato, di ruolo attaccante.

## Caratteristiche tecniche
Peternac era un giocatore rapido e un abile marcatore. Era abile di testa e con entrambi i piedi ma non si distingueva per la sua capacità di giocare per la squadra.
Era uno specialista nella battuta dei calci di rigore.

## Carriera

### Club
In Croazia giocò con Dinamo Zagabria e Segesta, vincendo il campionato nella stagione 1992-1993.
Nel 1995 arrivò in Spagna per allenarsi in prova con il Real Valladolid, squadra della Primera División allenata da Rafael Benítez, su suggerimento di Čedomir Jovičević, assistente dell'allenatore spagnolo.
Il croato fu ingaggiato per una modica cifra ed esordì allo stadio stadio José Zorrilla il 1º ottobre contro il Tenerife.
Il 19 maggio 1996 Peternac segnò cinque reti nella partita vinta 8-3 contro il Real Oviedo, nessun giocatore del Valladolid ha segnato più di lui in una sola partita. Curiosamente, quattro dei cinque gol furono realizzati su calcio di rigore.
Peternac era uno specialista nella battuta dei rigori, infatti quando giocava in Spagna ne realizzò 16 di fila. Al termine della sua prima stagione in Spagna, superò il record di gol segnati da un giocatore del Valladolid in una sola stagione realizzandone 23. Il suo record venne eguagliato da Javi Guerra nella stagione 2004-2005.
In totale segnò 53 gol in 153 partite, diventando il miglior marcatore della storia del Valladolid nella massima serie spagnola.
Nel 2000 passò al Real Saragozza, con cui vinse la Coppa del Re.
Nella stagione 2000-2001 fu ceduto in prestito al Real Murcia in Segunda División e realizzò due gol in 21 partite.
Nella stagione 2002-2003 tornò al Real Saragozza, in Segunda División e scese in campo solo una volta in campionato prima di ritirarsi.

### Nazionale
Nel 1999 giocò due partite con la Nazionale di calcio della Croazia.
L'esordio avvenne il 10 febbraio, a Spalato, in una partita persa 1-0 contro la Danimarca. La seconda e ultima partita la giocò il 10 marzo ad Atene contro la Grecia, che vinse 3-2.
In queste due partite Peternac entrò in campo al 46' al posto di Goran Vlaović.
Peternac collezionò anche una presenza con la Nazionale B, infatti il 19 gennaio 1999 scese in campo al 64' al posto di Nino Bule in una partita contro la Francia giocata a Nîmes.

## Statistiche

### Cronologia presenze e reti in Nazionale
| Cronologia completa delle presenze e delle reti in nazionale ― Croazia | Cronologia completa delle presenze e delle reti in nazionale ― Croazia | Cronologia completa delle presenze e delle reti in nazionale ― Croazia | Cronologia completa delle presenze e delle reti in nazionale ― Croazia | Cronologia completa delle presenze e delle reti in nazionale ― Croazia | Cronologia completa delle presenze e delle reti in nazionale ― Croazia | Cronologia completa delle presenze e delle reti in nazionale ― Croazia | Cronologia completa delle presenze e delle reti in nazionale ― Croazia |
| Data                                                                   | Città                                                                  | In casa                                                                | Risultato                                                              | Ospiti                                                                 | Competizione                                                           | Reti                                                                   | Note                                                                   |
| ---------------------------------------------------------------------- | ---------------------------------------------------------------------- | ---------------------------------------------------------------------- | ---------------------------------------------------------------------- | ---------------------------------------------------------------------- | ---------------------------------------------------------------------- | ---------------------------------------------------------------------- | ---------------------------------------------------------------------- |
| 10-2-1999                                                              | Spalato                                                                | Croazia                                                                | 0 – 1                                                                  | Danimarca                                                              | Amichevole                                                             | -                                                                      | 46’                                                                    |
| 10-3-1999                                                              | Marousi                                                                | Grecia                                                                 | 3 – 2                                                                  | Croazia                                                                | Amichevole                                                             | -                                                                      | 46’                                                                    |
| Totale                                                                 |                                                                        | Presenze                                                               | 2                                                                      |                                                                        | Reti                                                                   | 0                                                                      |                                                                        |

## Palmarès
- Campionato croato: 1

Dinamo Zagabria: 1992-1993
- Coppa di Spagna: 1

Real Saragozza: 2000-2001